# NGC 6143
NGC 6143 (również PGC 57919 lub UGC 10358) – galaktyka spiralna z poprzeczką (SBbc), znajdująca się w gwiazdozbiorze Smoka. Odkrył ją William Herschel 24 kwietnia 1789 roku.
W galaktyce tej zaobserwowano supernową SN 2003iy.